# 哈夫丹·格兰·奥尔森
哈夫丹·格兰·奥尔森（挪威語：Halfdan Gran Olsen，1910年10月7日—1971年1月16日），挪威男子赛艇运动员。他曾代表挪威参加1948年夏季奥林匹克运动会赛艇比赛，获得男子八人单桨有舵手铜牌。